# Akon/Diskografie
Diese Diskografie ist eine Übersicht über die musikalischen Werke des US-amerikanisch-senegalesischen Rappers Akon. Den Quellenangaben und Schallplattenauszeichnungen zufolge hat er bisher mehr als 107 Millionen Tonträger verkauft, davon alleine in seiner Heimat über 78,2 Millionen. Seine erfolgreichste Veröffentlichung ist das Studioalbum Konvicted mit über 7,7 Millionen verkauften Einheiten.

## Alben

### Studioalben
| Jahr | Titel Musiklabel                  | Höchstplatzierung, Gesamtwochen, AuszeichnungChartplatzierungen (Jahr, Titel, Musiklabel, Platzierungen, Wochen, Auszeichnungen, Anmerkungen) | Höchstplatzierung, Gesamtwochen, AuszeichnungChartplatzierungen (Jahr, Titel, Musiklabel, Platzierungen, Wochen, Auszeichnungen, Anmerkungen) | Höchstplatzierung, Gesamtwochen, AuszeichnungChartplatzierungen (Jahr, Titel, Musiklabel, Platzierungen, Wochen, Auszeichnungen, Anmerkungen) | Höchstplatzierung, Gesamtwochen, AuszeichnungChartplatzierungen (Jahr, Titel, Musiklabel, Platzierungen, Wochen, Auszeichnungen, Anmerkungen) | Höchstplatzierung, Gesamtwochen, AuszeichnungChartplatzierungen (Jahr, Titel, Musiklabel, Platzierungen, Wochen, Auszeichnungen, Anmerkungen) | Anmerkungen                                                   |
| Jahr | Titel Musiklabel                  | DE | AT | CH | UK | US | Anmerkungen                                                   |
| ---- | --------------------------------- | --- | --- | --- | --- | --- | ------------------------------------------------------------- |
| 2004 | Trouble Universal Records (UMG)   | DE24 (18 Wo.)DE | AT32 (13 Wo.)AT | CH31 (21 Wo.)CH | UK1 ×2Doppelplatin · (33 Wo.)UK | US18 ×2Doppelplatin · (72 Wo.)US | Erstveröffentlichung: 29. Juni 2004 Verkäufe: + 2.975.000     |
| 2006 | Konvicted Universal Records (UMG) | DE69 (6 Wo.)DE | — | CH23 Gold · (26 Wo.)CH | UK16 ×2Doppelplatin · (58 Wo.)UK | US2 ×6Sechsfachplatin · (68 Wo.)US | Erstveröffentlichung: 14. November 2006 Verkäufe: + 7.710.000 |
| 2008 | Freedom Universal Records (UMG)   | DE82 (3 Wo.)DE | AT75 (1 Wo.)AT | CH22 (28 Wo.)CH | UK6 ×2Doppelplatin · (50 Wo.)UK | US7 (38 Wo.)US | Erstveröffentlichung: 2. Dezember 2008 Verkäufe: + 1.522.000  |
| 2019 | El Negreeto Akonik Label Group    | — | — | — | — | — | Erstveröffentlichung: 4. Oktober 2019                         |
| 2019 | Akonda Akonik Label Group         | — | — | — | — | — | Erstveröffentlichung: 25. Oktober 2019                        |

### Mixtapes
| Jahr | Titel Musiklabel                                            | Anmerkungen                                           |
| ---- | ----------------------------------------------------------- | ----------------------------------------------------- |
| 2005 | Illegal Alien, Vol. 1 Upfront Entertainment / Konvict Muzik | Erstveröffentlichung: 2005                            |
| 2008 | The Freedom Konvict Muzik                                   | Erstveröffentlichung: 6. November 2008 mit DJ Noodles |
| 2012 | The Koncrete Mixtape Selbstverlag                           | Erstveröffentlichung: 2012 mit DJ Noodles             |
| 2012 | Konkrete Jungle Konvict Muzik                               | Erstveröffentlichung: 2012                            |

## Singles

### Als Leadmusiker
| Jahr | Titel Album                                       | Höchstplatzierung, Gesamtwochen, AuszeichnungChartplatzierungen (Jahr, Titel, Album, Platzierungen, Wochen, Auszeichnungen, Anmerkungen) | Höchstplatzierung, Gesamtwochen, AuszeichnungChartplatzierungen (Jahr, Titel, Album, Platzierungen, Wochen, Auszeichnungen, Anmerkungen) | Höchstplatzierung, Gesamtwochen, AuszeichnungChartplatzierungen (Jahr, Titel, Album, Platzierungen, Wochen, Auszeichnungen, Anmerkungen) | Höchstplatzierung, Gesamtwochen, AuszeichnungChartplatzierungen (Jahr, Titel, Album, Platzierungen, Wochen, Auszeichnungen, Anmerkungen) | Höchstplatzierung, Gesamtwochen, AuszeichnungChartplatzierungen (Jahr, Titel, Album, Platzierungen, Wochen, Auszeichnungen, Anmerkungen) | Anmerkungen                                                                     |
| Jahr | Titel Album                                       | DE | AT | CH | UK | US | Anmerkungen                                                                     |
| ---- | ------------------------------------------------- | --- | --- | --- | --- | --- | ------------------------------------------------------------------------------- |
| 2004 | Locked Up Trouble                                 | DE15* (14 Wo.)DE | AT64* (2 Wo.)AT | CH19* (19 Wo.)CH | UK5 Platin · (25 Wo.)UK | US8 ×2Doppelplatin + Gold (Mastertone) · (27 Wo.)US                                                                                      | Erstveröffentlichung: 13. April 2004 feat. Styles P. / *Azad                    |
| 2004 | Ghetto Trouble                                    | — | — | — | — | US92 (5 Wo.)US | Erstveröffentlichung: 21. Dezember 2004                                         |
| 2005 | Lonely Trouble                                    | DE1 Gold · (18 Wo.)DE | AT1 Gold · (20 Wo.)AT | CH1 Gold · (25 Wo.)CH | UK1 Platin · (22 Wo.)UK | US4 ×4Vierfachplatin + Platin (Mastertone) · (20 Wo.)US                                                                                  | Erstveröffentlichung: 21. Februar 2005                                          |
| 2005 | Belly Dancer (Bananza) Trouble                    | DE32 (9 Wo.)DE | AT54 (7 Wo.)AT | CH40 (15 Wo.)CH | UK5 Silber · (12 Wo.)UK | US30 Platin · (20 Wo.)US | Erstveröffentlichung: 21. Juni 2005                                             |
| 2006 | Smack That Konvicted                              | DE5 Platin · (21 Wo.)DE | AT9 (20 Wo.)AT | CH3 (28 Wo.)CH | UK1 ×3Dreifachplatin · (29 Wo.)UK | US2 ×2×3Doppelplatin + Dreifachplatin (Mastertone) · (30 Wo.)US                                                                          | Erstveröffentlichung: 28. September 2006 feat. Eminem                           |
| 2006 | I Wanna Fuck/Love You Konvicted                   | DE14 Gold · (13 Wo.)DE | AT29 (17 Wo.)AT | CH16 (18 Wo.)CH | UK3 Platin · (21 Wo.)UK | US1 ×3Platin + Dreifachplatin (Mastertone) · (29 Wo.)US                                                                                  | Erstveröffentlichung: 5. Oktober 2006 feat. Snoop Dogg                          |
| 2007 | Don’t Matter Konvicted                            | DE29 (9 Wo.)DE | AT31 (11 Wo.)AT | CH19 (21 Wo.)CH | UK3 Platin · (20 Wo.)UK | US1 ×3Platin + Dreifachplatin (Mastertone) · (23 Wo.)US                                                                                  | Erstveröffentlichung: 18. Januar 2007 Verkäufe: 5.700.000                       |
| 2007 | Mama Africa Konvicted                             | — | — | — | UK47 (3 Wo.)UK | — | Erstveröffentlichung: 15. Mai 2007                                              |
| 2007 | Sorry, Blame It on Me Konvicted                   | — | — | CH46 (8 Wo.)CH | UK22 Silber · (13 Wo.)UK | US7 Platin · (19 Wo.)US | Erstveröffentlichung: 17. Juli 2007                                             |
| 2008 | Right Now (Na Na Na) Freedom                      | DE44 (11 Wo.)DE | AT38 (13 Wo.)AT | CH15 (27 Wo.)CH | UK6 Platin · (31 Wo.)UK | US8 ×2Doppelplatin + Platin (Mastertone) · (22 Wo.)US                                                                                    | Erstveröffentlichung: 23. September 2008                                        |
| 2008 | I’m So Paid Freedom                               | — | — | — | UK59 Silber · (9 Wo.)UK | US31 Platin · (20 Wo.)US | Erstveröffentlichung: 4. Oktober 2008 feat. Lil Wayne & Young Jeezy             |
| 2008 | Troublemaker Freedom                              | — | — | — | — | US97 (1 Wo.)US | Erstveröffentlichung: 6. Januar 2009 feat. Sweet Rush                           |
| 2008 | Beautiful Freedom                                 | DE34 (9 Wo.)DE | AT42 (12 Wo.)AT | CH34 (26 Wo.)CH | UK8 Platin · (35 Wo.)UK | US19 ×2Doppelplatin · (22 Wo.)US | Erstveröffentlichung: 6. Januar 2009 feat. Colby O’Donis & Kardinal Offishall   |
| 2009 | We Don’t Care Freedom                             | — | — | — | UK61 (2 Wo.)UK | — | Erstveröffentlichung: 6. Juli 2009                                              |
| 2010 | Oh Africa Listen Up! The Official 2010 FIFA Album | — | — | CH52 (2 Wo.)CH | UK56 (7 Wo.)UK | — | Erstveröffentlichung: 31. Januar 2010 feat. Keri Hilson                         |
| 2010 | Angel –                                           | — | — | — | — | US56 Gold · (10 Wo.)US | Erstveröffentlichung: 17. September 2010                                        |
| 2011 | Plenty Mo –                                       | — | — | — | — | — | Erstveröffentlichung: 29. März 2011 mit Gypsy Stokes feat. Joce’n’Roza          |
| 2011 | Time Is Money –                                   | — | — | — | — | — | Erstveröffentlichung: 10. April 2011                                            |
| 2012 | Hurt Somebody –                                   | — | — | — | — | — | Erstveröffentlichung: 1. Mai 2012 feat. French Montana                          |
| 2013 | So Blue –                                         | — | — | — | — | — | Erstveröffentlichung: 11. November 2013                                         |
| 2015 | Stick Around –                                    | — | — | — | — | — | Erstveröffentlichung: 20. November 2015 mit Matoma                              |
| 2015 | Want Some –                                       | — | — | — | — | — | Erstveröffentlichung: 11. Dezember 2015 feat. DJ Chose                          |
| 2016 | Hypnotized –                                      | — | — | — | — | — | Erstveröffentlichung: 29. Januar 2016                                           |
| 2016 | Good Girls Lie –                                  | — | — | — | — | — | Erstveröffentlichung: 19. Februar 2016                                          |
| 2019 | Get Money –                                       | — | — | — | — | — | Erstveröffentlichung: 31. Mai 2019 feat. Anuel AA                               |
| 2019 | Wakonda –                                         | — | — | — | — | — | Erstveröffentlichung: 12. Juli 2019                                             |
| 2019 | Low Key –                                         | — | — | — | — | — | Erstveröffentlichung: 19. Juli 2019                                             |
| 2019 | Benjamin –                                        | — | — | — | — | — | Erstveröffentlichung: 16. August 2019 mit Try Bishop                            |
| 2019 | Cómo No El Negreeto                               | — | — | — | — | — | Erstveröffentlichung: 6. September 2019 feat. Becky G                           |
| 2019 | Can’t Say No –                                    | — | — | — | — | — | Erstveröffentlichung: 13. September 2019                                        |
| 2019 | Celebration –                                     | — | — | — | — | — | Erstveröffentlichung: 4. Oktober 2019 mit Maffio & Farruko feat. Ky-Mani Marley |
| 2022 | Enjoy That –                                      | — | — | — | — | — | Erstveröffentlichung: 22. August 2022                                           |
| 2022 | Good Girl –                                       | — | — | — | — | — | Erstveröffentlichung: 27. Oktober 2022 feat. Don Omar                           |

### Als Gastmusiker
| Jahr | Titel Album                                                           | Höchstplatzierung, Gesamtwochen, AuszeichnungChartplatzierungen (Jahr, Titel, Album, Platzierungen, Wochen, Auszeichnungen, Anmerkungen) | Höchstplatzierung, Gesamtwochen, AuszeichnungChartplatzierungen (Jahr, Titel, Album, Platzierungen, Wochen, Auszeichnungen, Anmerkungen) | Höchstplatzierung, Gesamtwochen, AuszeichnungChartplatzierungen (Jahr, Titel, Album, Platzierungen, Wochen, Auszeichnungen, Anmerkungen) | Höchstplatzierung, Gesamtwochen, AuszeichnungChartplatzierungen (Jahr, Titel, Album, Platzierungen, Wochen, Auszeichnungen, Anmerkungen) | Höchstplatzierung, Gesamtwochen, AuszeichnungChartplatzierungen (Jahr, Titel, Album, Platzierungen, Wochen, Auszeichnungen, Anmerkungen) | Anmerkungen |
| Jahr | Titel Album                                                           | DE | AT | CH | UK | US | Anmerkungen |
| --- | --------------------------------------------------------------------- | --- | --- | --- | --- | --- | --- |
| 2004 | Find Us Milk Me                                                       | — | — | — | UK92 (1 Wo.)UK | — | Erstveröffentlichung: 2004 The Beatnuts feat. Akon                                                                            |
| 2005 | Baby I’m Back Super Saucy                                             | — | — | — | — | US19 Gold · (25 Wo.)US | Erstveröffentlichung: 18. Januar 2005 Baby Bash feat. Akon                                                                    |
| 2005 | Soul Survivor Let’s Get It: Thug Motivation 101                       | DE74 (4 Wo.)DE | — | — | UK16 (5 Wo.)UK | US4 ×4Vierfachplatin + Platin (Mastertone) · (24 Wo.)US                                                                                  | Erstveröffentlichung: 16. Juli 2005 Young Jeezy feat. Akon                                                                    |
| 2006 | Snitch Second Round’s on Me                                           | — | — | — | UK44 (3 Wo.)UK | — | Erstveröffentlichung: 26. März 2006 Obie Trice feat. Akon                                                                     |
| 2006 | Girls Undisputed                                                      | — | — | — | UK47 (3 Wo.)UK | — | Erstveröffentlichung: 30. Mai 2006 Beenie Man feat. Akon                                                                      |
| 2006 | I Am Not My Hair (Konvict Remix) –                                    | — | — | — | UK65 (4 Wo.)UK | US97 (1 Wo.)US | Erstveröffentlichung: 2006 India.Arie feat. Akon                                                                              |
| 2006 | The Sweet Escape                                                      | DE6 Platin · (20 Wo.)DE | AT6 (26 Wo.)AT | CH10 (37 Wo.)CH | UK2 ×2Doppelplatin · (32 Wo.)UK | US2 ×5Fünffachplatin · (40 Wo.)US | Erstveröffentlichung: 18. Dezember 2006 Gwen Stefani feat. Akon                                                               |
| 2007 | I Tried Strength & Loyalty                                            | — | — | — | UK69 (5 Wo.)UK | US6 Platin (Mastertone) · (18 Wo.)US | Erstveröffentlichung: 12. Februar 2007 Bone Thugs-N-Harmony feat. Akon                                                        |
| 2007 | We Takin’ Over We the Best                                            | — | — | — | — | US28 Platin · (17 Wo.)US | Erstveröffentlichung: 27. März 2007 DJ Khaled feat. Akon, T.I., Rick Ross, Fat Joe, Lil Wayne & Birdman                       |
| 2007 | Bartender Epiphany                                                    | — | — | — | UK— SilberUK | US5 ×4Vierfachplatin + Platin (Mastertone) · (22 Wo.)US                                                                                  | Erstveröffentlichung: 5. Juni 2007 T-Pain feat. Akon                                                                          |
| 2007 | Sweetest Girl (Dollar Bill) Carnival Vol. II: Memoirs of an Immigrant | DE30 (7 Wo.)DE | AT64 (3 Wo.)AT | CH51 (4 Wo.)CH | UK66 (3 Wo.)UK | US12 Platin + Gold (Mastertone) · (28 Wo.)US                                                                                             | Erstveröffentlichung: 14. August 2007 Wyclef Jean feat. Akon, Niia & Lil Wayne                                                |
| 2007 | Hypnotized The Real Testament                                         | — | — | — | UK66 (6 Wo.)UK | US14 Platin · (23 Wo.)US | Erstveröffentlichung: 11. September 2007 Plies feat. Akon                                                                     |
| 2007 | Get Buck in Here Go DJ!                                               | — | — | — | — | US41 Gold · (18 Wo.)US | Erstveröffentlichung: 4. Oktober 2007 DJ Felli Fel feat. Diddy, Akon, Ludacris & Lil Jon                                      |
| 2007 | I’ll Still Kill Curtis                                                | — | — | — | — | US95 (1 Wo.)US | Erstveröffentlichung: 14. Dezember 2007 50 Cent feat. Akon                                                                    |
| 2008 | What You Got Colby O                                                  | — | — | — | — | US14 (25 Wo.)US | Erstveröffentlichung: 26. Februar 2006 Colby O’Donis feat. Akon                                                               |
| 2008 | Wanna Be Startin’ Somethin’ 2008 Thriller (25th Anniversary Edition)  | DE63 (11 Wo.)DE | — | CH30 (7 Wo.)CH | UK69 (3 Wo.)UK | US81 (3 Wo.)US | Erstveröffentlichung: 21. März 2008 Michael Jackson feat. Akon                                                                |
| 2008 | Dangerous Not 4 Sale                                                  | DE18 Gold · (13 Wo.)DE | AT41 (15 Wo.)AT | CH44 (28 Wo.)CH | UK16 Gold · (26 Wo.)UK | US5 ×3Dreifachplatin · (27 Wo.)US | Erstveröffentlichung: 18. März 2008 Kardinal Offishall feat. Akon                                                             |
| 2008 | Body On Me Brass Knuckles                                             | — | — | — | UK17 Silber · (9 Wo.)UK | US42 (15 Wo.)US | Erstveröffentlichung: 10. Juni 2008 Nelly feat. Akon & Ashanti                                                                |
| 2008 | Out Here Grindin We Global                                            | — | — | — | — | US38 Gold · (15 Wo.)US | Erstveröffentlichung: 24. Juni 2008 DJ Khaled feat. Akon, Rick Ross, Young Jeezy, Lil Boosie, Trick Daddy, Ace Hood und Plies |
| 2008 | What’s Love Intoxication                                              | DE52 (3 Wo.)DE | — | — | — | — | Erstveröffentlichung: 14. November 2008 Shaggy feat. Akon                                                                     |
| 2009 | Silver & Gold –                                                       | — | — | — | UK61 (4 Wo.)UK | — | Erstveröffentlichung: 15. Februar 2009 Sway feat. Akon                                                                        |
| 2009 | Stuck with Each Other Shontelligence                                  | — | — | — | UK23 (14 Wo.)UK | — | Erstveröffentlichung: 10. Februar 2009 Shontelle feat. Akon                                                                   |
| 2009 | One Jealous Ones Still Envy 2 (J.O.S.E.2)                             | — | — | — | — | — | Erstveröffentlichung: 24. Februar 2009 Fat Joe feat. Akon                                                                     |
| 2009 | Just Go                                                               | — | — | CH75 (1 Wo.)CH | UK52 (3 Wo.)UK | — | Erstveröffentlichung: 12. März 2009 Lionel Richie feat. Akon                                                                  |
| 2009 | Overtime Ruthless                                                     | — | — | — | — | — | Erstveröffentlichung: 29. Mai 2009 Ace Hood feat. Akon & T-Pain                                                               |
| 2009 | Sexy Bitch One Love                                                   | DE1 Platin · (60 Wo.)DE | AT1 Platin · (55 Wo.)AT | CH2 ×4Vierfachplatin · (77 Wo.)CH | UK1 ×3Dreifachplatin · (40 Wo.)UK | US5 ×3Dreifachplatin · (40 Wo.)US | Erstveröffentlichung: 24. Juli 2009 David Guetta feat. Akon                                                                   |
| 2009 | Let’s Get Crazy –                                                     | — | — | — | — | — | Erstveröffentlichung: 1. September 2009 Cassie feat. Akon                                                                     |
| 2009 | Shut It Down Rebelution                                               | DE30 (8 Wo.)DE | AT35 (6 Wo.)AT | CH41 (8 Wo.)CH | UK33 (6 Wo.)UK | US42 Gold · (14 Wo.)US | Erstveröffentlichung: 2. November 2009 Pitbull feat. Akon                                                                     |
| 2010 | Move That Body Nelly 5.0                                              | — | — | — | UK71 (4 Wo.)UK | US54 (1 Wo.)US | Erstveröffentlichung: 12. Oktober 2010 Nelly feat. T-Pain & Akon                                                              |
| 2010 | Hold My Hand Michael                                                  | DE7 Gold · (15 Wo.)DE | AT9 (10 Wo.)AT | CH9 (11 Wo.)CH | UK10 Silber · (8 Wo.)UK | US39 Gold · (9 Wo.)US | Erstveröffentlichung: 15. November 2010 Michael Jackson feat. Akon                                                            |
| 2010 | Kush –                                                                | — | — | CH59 (6 Wo.)CH | UK57 (3 Wo.)UK | US34 (17 Wo.)US | Erstveröffentlichung: 18. November 2010 Dr. Dre feat. Snoop Dogg & Akon                                                       |
| 2010 | Club Certified –                                                      | — | — | — | — | — | Erstveröffentlichung: 11. Dezember 2010 Kylian Mash feat. Akon & Glasses                                                      |
| 2010 | I Just Had Sex Turtleneck & Chain                                     | — | AT55 (2 Wo.)AT | — | UK68 Silber · (5 Wo.)UK | US30 Platin · (11 Wo.)US | Erstveröffentlichung: 19. Dezember 2010 The Lonely Island feat. Akon                                                          |
| 2011 | Who Dat Girl Only One Flo (Part 1)                                    | — | AT45 (3 Wo.)AT | — | UK64 (3 Wo.)UK | US29 (15 Wo.)US | Erstveröffentlichung: 11. Januar 2011 Flo Rida feat. Akon                                                                     |
| 2011 | I’m Day Dreaming –                                                    | DE53 (13 Wo.)DE | AT41 (3 Wo.)AT | CH60 (4 Wo.)CH | UK71 (1 Wo.)UK | — | Erstveröffentlichung: 14. November 2011 REDD feat. Akon & Snoop Dogg                                                          |
| 2012 | Angel Eyes –                                                          | — | — | — | — | — | Erstveröffentlichung: 7. Dezember 2012 Waterfall feat. Akon & Play’n’Skillz                                                   |
| 2012 | Light Switch –                                                        | — | — | — | — | — | Erstveröffentlichung: 7. Dezember 2012 Sarah Kalume feat. Akon                                                                |
| 2013 | Play Hard Nothing but the Beat 2.0                                    | DE8 Platin · (39 Wo.)DE | AT10 Gold · (31 Wo.)AT | CH3 Gold · (35 Wo.)CH | UK6 Platin · (29 Wo.)UK | US64 (9 Wo.)US | Erstveröffentlichung: 15. März 2013 David Guetta feat. Akon & Ne-Yo                                                           |
| 2013 | Electricity & Drums –                                                 | — | — | — | — | — | Erstveröffentlichung: 22. Oktober 2013 Dave Audé feat. Akon & Luciana                                                         |
| 2015 | Holiday Provocateur                                                   | DE18 Gold · (16 Wo.)DE | AT9 (16 Wo.)AT | CH8 (13 Wo.)CH | — | — | Erstveröffentlichung: 3. Juli 2015 DJ Antoine feat. Akon                                                                      |
| 2016 | Heatwave Sugar                                                        | DE30 Gold · (22 Wo.)DE | AT24 (16 Wo.)AT | — | — | — | Erstveröffentlichung: 13. Mai 2016 Robin Schulz feat. Akon                                                                    |
| 2021 | Shine Your Light –                                                    | DE— aDE | — | — | — | — | Erstveröffentlichung: 28. Mai 2021 Master KG & David Guetta feat. Akon                                                        |
| 2023 | She Knows –                                                           | — | — | — | — | — | Erstveröffentlichung: 21. Juli 2021 Dimitri Vegas & Like Mike, David Guetta & Afro Bros feat. Akon                            |
| 2023 | Locked Up Hiroquest 2: Double Helix                                   | — | — | — | — | — | Erstveröffentlichung: 18. August 2023 Steve Aoki feat. Trinix & Akon                                                          |
| Folgende Lieder erschienen nicht als Single, wurden aber durch das Album zum Download und Streaming bereitgestellt und konnten somit eine Platzierung erlangen: |                                                                       | | | | | | |
| |                                                                       | | | | | | |
| 2011 | Crank It Up Nothing but the Beat                                      | DE43 (3 Wo.)DE | — | — | — | US64 (1 Wo.)US | David Guetta feat. Akon |
| 2012 | Let It go O.N.I.F.C.                                                  | — | — | — | — | US87 (1 Wo.)US | Wiz Khalifa feat. Akon |
| 2018 | Unsterblichkeit Mythos                                                | DE95 (1 Wo.)DE | — | — | — | — | Bushido feat. Akon |

## Videoalben
| Jahr | Titel Musiklabel                  | Anmerkungen                |
| ---- | --------------------------------- | -------------------------- |
| 2007 | His Story Universal Records (UMG) | Erstveröffentlichung: 2007 |

## Promoveröffentlichungen
| Jahr | Titel Album                   | Anmerkungen                                              |
| ---- | ----------------------------- | -------------------------------------------------------- |
| 1996 | Operations of Nature –        | Erstveröffentlichung: 1996                               |
| 2007 | Never Took the Time Konvicted | Erstveröffentlichung: 2007                               |
| 2007 | I Can’t Wait Konvicted        | Erstveröffentlichung: 2007 feat. T-Pain                  |
| 2010 | BodyBounce –                  | Erstveröffentlichung: 2010 Kardinal Offishall feat. Akon |
| 2010 | Give It To ’Em –              | Erstveröffentlichung: 2010 feat. Rick Ross               |
| 2010 | Better Than Her –             | Erstveröffentlichung: 2010 Matisse feat. Akon            |

## Statistik

### Chartauswertung
|                     | DE    | AT    | CH    | UK    | US    |
| ------------------- | ----- | ----- | ----- | ----- | ----- |
| Nummer-eins-Alben   | DE—DE | AT—AT | CH—CH | UK1UK | US—US |
| Top-10-Alben        | DE—DE | AT—AT | CH—CH | UK2UK | US2US |
| Alben in den Charts | DE3DE | AT2AT | CH3CH | UK3UK | US3US |

|                       | DE     | AT     | CH     | UK     | US     |
| --------------------- | ------ | ------ | ------ | ------ | ------ |
| Nummer-eins-Singles   | DE2DE  | AT2AT  | CH1CH  | UK3UK  | US2US  |
| Top-10-Singles        | DE6DE  | AT6AT  | CH7CH  | UK12UK | US13US |
| Singles in den Charts | DE23DE | AT20AT | CH21CH | UK37UK | US38US |

### Auszeichnungen für Musikverkäufe
| Land/RegionAuszeichnungen für Musikverkäufe (Land/Region, Auszeichnungen, Verkäufe, Quellen) | Silber     | Gold       | Platin         | Diamant       | Verkäufe   | Quellen                                                        |
| -------------------------------------------------------------------------------------------- | ---------- | ---------- | -------------- | ------------- | ---------- | -------------------------------------------------------------- |
| Australien (ARIA)                                                                            | —          | 4× Gold4   | 34× Platin34   | —             | 2.520.000  | aria.com.au                                                    |
| Belgien (BRMA)                                                                               | —          | 5× Gold5   | Platin1        | —             | 145.000    | ultratop.be                                                    |
| Brasilien (PMB)                                                                              | —          | 6× Gold6   | 9× Platin9     | 8× Diamant8   | 3.020.000  | pro-musicabr.org.br                                            |
| Dänemark (IFPI)                                                                              | —          | 11× Gold11 | 11× Platin11   | —             | 712.000    | ifpi.dk                                                        |
| Deutschland (BVMI)                                                                           | —          | 7× Gold7   | 6× Platin6     | —             | 3.250.000  | musikindustrie.de                                              |
| Finnland (IFPI)                                                                              | —          | Gold1      | —              | —             | 6.735      | ifpi.fi                                                        |
| Frankreich (SNEP)                                                                            | —          | 3× Gold3   | —              | Diamant1      | 763.300    | infodisc.fr snepmusique.com                                    |
| Golf-Kooperationsrat (IFPI)                                                                  | —          | —          | 2× Platin2     | —             | 12.000     | ifpi.org (Memento vom 15. Oktober 2013 im Internet Archive)    |
| Griechenland (IFPI)                                                                          | —          | —          | 2× Platin2     | —             | 40.000     | Einzelnachweise                                                |
| Irland (IRMA)                                                                                | —          | —          | Platin1        | —             | 15.000     | irishcharts.ie                                                 |
| Italien (FIMI)                                                                               | —          | 6× Gold6   | 6× Platin6     | —             | 580.000    | fimi.it                                                        |
| Japan (RIAJ)                                                                                 | —          | 4× Gold4   | —              | —             | 400.000    | riaj.or.jp JP2                                                 |
| Kanada (MC)                                                                                  | —          | 3× Gold3   | 28× Platin28   | —             | 1.738.000  | musiccanada.com                                                |
| Libanon (IFPI)                                                                               | —          | Gold1      | —              | —             | 3.000      | ifpi.org                                                       |
| Neuseeland (RMNZ)                                                                            | —          | 7× Gold7   | 32× Platin32   | —             | 760.000    | aotearoamusiccharts.co.nz NZ2 NZ3 NZ4                          |
| Norwegen (IFPI)                                                                              | —          | 2× Gold2   | 3× Platin3     | —             | 200.000    | ifpi.no                                                        |
| Österreich (IFPI)                                                                            | —          | 2× Gold2   | Platin1        | —             | 60.000     | ifpi.at                                                        |
| Polen (ZPAV)                                                                                 | —          | Gold1      | —              | —             | 10.000     | olis.pl                                                        |
| Russland (NFPF)                                                                              | —          | —          | Platin1        | —             | 20.000     | 2m-online.ru (Memento vom 22. Januar 2009 im Internet Archive) |
| Schweden (IFPI)                                                                              | —          | 3× Gold3   | 5× Platin5     | —             | 190.000    | sverigetopplistan.se                                           |
| Schweiz (IFPI)                                                                               | —          | 3× Gold3   | 6× Platin6     | —             | 230.000    | hitparade.ch                                                   |
| Singapur (RIAS)                                                                              | —          | 2× Gold2   | —              | —             | 10.000     | rias.org.sg                                                    |
| Spanien (Promusicae)                                                                         | —          | 5× Gold5   | 3× Platin3     | —             | 250.000    | elportaldemusica.es promusicae.es                              |
| Südkorea (KMCA)                                                                              | —          | —          | —              | —             | 504.141    | Einzelnachweise                                                |
| Vereinigte Staaten (RIAA)                                                                    | —          | 9× Gold9   | 63× Platin63   | Diamant1      | 78.299.000 | riaa.com                                                       |
| Vereinigtes Königreich (BPI)                                                                 | 7× Silber7 | Gold1      | 24× Platin24   | —             | 14.400.000 | bpi.co.uk                                                      |
| Insgesamt                                                                                    | 7× Silber7 | 86× Gold86 | 238× Platin238 | 10× Diamant10 |            |                                                                |